# انجمن زرتشتیان تهران
انجمن زرتشتیان تهران برای اتحاد و اتفاق و پیشرفتِ امور، اصلاحِ نواقص، پیروی از سخنانِ اشوزرتشت دربارهٔ کنکاش و مشورت در امور در سال ۱۲۷۶ خورشیدی پایه‌گذاری شد. در این سال بود که گروهی از زرتشتیان ساکن تهران که به اهمیت کار گروهی برای رفع مشکلات و هموارساختن راه پیشرفت زرتشتیان پی‌برده بودند، در روز زامیادایزد و اسفندماه ۱۲۷۶ برابر با ۲۷ جمادی‌الاخری هجری قمری در محلی به نام کاروانسرای مشیرخلوت که در آن هنگام یک مرکز عمده تجارت زرتشتیان بود، گردآمدند و آغاز فعالیت این انجمن را اعلام داشتند. این انجمن در خیابان سی‌تیر، خیابان میرزا کوچک‌خان واقع است.

## پایه‌گذاران
در نخستین گردش، انجمنِ زرتشتیانِ تهران با هم‌یاریِ ۱۴ تن از زرتشتیان پایه‌گذاری شد که عبارتند از:
1. کیخسرو شاهرخ
2. اردشیر مهربان
3. شهریار خداداد بهمن رستم
4. فریدون خسرو اهرستانی
5. جمشید مهربان کرمانی
6. جمشید خداداد
7. نامدار کیخسرو
8. اسفندیار رستم
9. بهمن بهرام
10. گیو شاهپور پارسی
11. اردشیر خسرو زارع قاسم‌آبادی
12. آقا بهمن رستم دینیار
13. شهریار بهرام
14. خسرو شاه‌جهان